# Sasowo (stacja kolejowa)
Sasowo (ros. Сасово) – stacja kolejowa w miejscowości Sasowo, w obwodzie riazańskim, w Rosji. Położona jest na linii Moskwa – Riazań – Samara.
Przy stacji znajduje się lokomotywownia. Zatrzymują się tu pociągi dalekobieżne.

## Historia
Stacja powstała w XIX w. pomiędzy stacjami Niżnie Malcewo i Kustariowka.